# روآن کارنیرو
روآن کارنیرو (انگلیسی: Roan Carneiro؛ زادهٔ ۲ ژوئن ۱۹۷۸) ورزشکار هنرهای رزمی ترکیبی اهل برزیل است. وی بین سال‌های ۲۰۰۰ تا ۲۰۱۹ میلادی فعالیت می‌کرد.